# Еміль Дедек
Еміль Дедек (нім. Emil Dedek; 17 серпня 1888, Лайбах — 4 жовтня 1979, Ґрац) — австро-угорський, австрійський і німецький офіцер, генерал-майор вермахту.

## Біографія
18 серпня 1908 року поступив на службу в австро-угорську армію. Учасник Першої світової війни. Після війни продовжив службу в австрійській армії. Після аншлюсу 15 березня 1938 року автоматично перейшов у вермахт, офіцер для особливих доручень. З 9 травня 1938 року — офіцер для особливих доручень 2-ї гірської дивізії. З 1 серпня 1938 року — командир 82-го інженерного батальйону, з 24 вересня — запасного інженерного батальйону «Зальцбург». З 10 листопада 1938 року — офіцер інженерних військ в штабі 17-го армійського корпусу. З 15 січня 1940 року — командир 71-го місцевого будівельного штабу, з 7 лютого 1942 року — 22-го старшого будівельного штабу. 6 грудня 1942 року відправлений у резерв ОКГ. З 10 липня 1943 року — командир 7-го старшого будівельного штабу (згодом — 7-й вищий інженерний керівник). 19 серпня 1943 року за станом здоров'я знову відправлений у резерв ОКГ. У вересня 1945 року взятий в полон британськими військами. 12 лютого 1946 року звільнений.

## Звання
- Фенріх (18 серпня 1908)
- Лейтенант (1 вересня 1909)
- Оберлейтенант (1 серпня 1914)
- Гауптман (1 серпня 1917)
- Титулярний майор (1 липня 1921)
- Штабсгауптман (1 березня 1923)
- Майор (27 вересня 1927)
- Оберстлейтенант (27 вересня 1935)
- Оберст (30 вересня 1939)
- Генерал-майор (1 липня 1942)

## Нагороди
- Пам'ятний хрест 1912/13
- Медаль «За військові заслуги» (Австро-Угорщина)
  - бронзова з мечами
  - 2 срібних з мечами
- Хрест «За військові заслуги» (Австро-Угорщина) 3-го класу з військовою відзнакою і мечами — нагороджений двічі.
- Орден Залізної Корони 3-го класу з військовою відзнакою і мечами
- Військовий Хрест Карла
- Медаль «За поранення» (Австро-Угорщина) з двома смугами
- Пам'ятна військова медаль (Австрія) з мечами
- Хрест «За вислугу років» (Австрія) 3-го класу для офіцерів (25 років)
- Почесний хрест ветерана війни з мечами
- Медаль «За вислугу років у Вермахті» 4-го, 3-го, 2-го і 1-го класу (25 років)
- Нагрудний знак «За поранення» в чорному
- Орден Святої Корони, командорський хрест з військовою відзнакою і мечами (Угорське королівство; 1943)